# 川內核電廠
川內核電廠（日语：川内原子力発電所）是九州電力公司位於日本九州鹿兒島縣薩摩川內市久見崎町的核能發電廠。該核電廠位於第10管區海上保安本部轄區內。在川內川另一側還有一間火力發電廠，即川内電廠。
九州電力公司的玄海核能發電廠為該地區第2座核電廠。目前，九州電力公司正在進行川內3號機核反应堆的建置工程、預計2019年度（平成31年度）完成。
2011年福島第一核電廠事故之後，全日本的核電廠皆停機以加強安全設施。川內核電廠經申請並檢查通過、取得鹿兒島縣議會的同意，一號機已於2015年8月11日起恢復運轉，成為符合新管制基準的首座恢復運轉核電廠。
该工厂占地在1.45平方公里（357亩），雇佣277工人，并间接拥有员工790人。
核反应堆是由三菱重工建造的3环M型压水反应堆。

## 发电站历史
| 1964年12月    | 川内市议会邀请决议。                                        |
| ------------- | ----------------------------------------------------------- |
| 1970 年 4 月  | 公布了1号机组的建设计划。                                   |
| 1976 年 3 月  | 1号机组电力发展协调委员会批准（68次）。                     |
| 1977 年 3 月  | 公布了2号机组的建设计划。                                   |
| 1977 年 12 月 | 安装 1 号机组反应堆的许可。                                 |
| 1978 年 7 月  | 2号机组电力发展协调委员会批准（75次）。                     |
| 1979 年 1 月  | 1号机组开工建设。                                           |
| 1980 年 1 月  | 展厅对外开放                                                |
| 1980 年 12 月 | 允许更改 2 号机组反应器的安装。                             |
| 1981 年 5 月  | 2号机组开工建设。                                           |
| 1982 年 6 月  | 与鹿儿岛县和河内市签订安全协议。                            |
| 1983 年 8 月  | 1号机组极限测试                                             |
| 1983 年 9 月  | 1号机试送电开始。                                           |
| 1984 年 7 月  | 1号机组开始商业运行                                         |
| 1985 年 3 月  | 2号机极限测试                                               |
| 1985 年 4 月  | 2号机试送电开始。                                           |
| 1985 年 11 月 | 2号机组开始商业运行                                         |
| 1987 年 3 月  | 核电站累计发电1000亿千瓦时（含试运行）                      |
| 1992 年 4 月  | 核电站累计发电2000亿千瓦时（含试运行）                      |
| 1992 年 6 月  | 仙台核电站累计发电1000亿度（含试运行）                      |
| 1994 年 7 月  | 仙台核电站投入商业运营十周年。                              |
| 1994 年 7 月  | 展馆参观人数达到100万人次。                                 |
| 1996 年 3 月  | 核电站累计发电量3000亿千瓦时（含试运行）                    |
| 1996 年 11 月 | 开展核电培训中心                                            |
| 1999 年 2 月  | 核电站累计发电4000亿千瓦时（含试运行）                      |
| 2000 年 6 月  | 仙台核电站累计发电2000亿度（含试运行）                      |
| 2001 年 10 月 | 核电站累计发电5000亿千瓦时（含试运行）                      |
| 2002 年 3 月  | 展厅参观超过30万人次                                        |
| 2004 年 3 月  | 核电站累计发电6000亿千瓦时（含试运行）                      |
| 2004 年 7 月  | 仙台核电站投入商业运营20周年。                              |
| 2006 年 9 月  | 核电站累计发电7000亿千瓦时（含试运行）                      |
| 2006 年 10 月 | 展厅参观人数达到178万人次（与仙台核电站规定的发电量相同）。 |
| 2007 年 12 月 | 仙台核电站累计发电量3000亿度（含试运行）                    |
| 2008 年 12 月 | 1号机组蒸汽发生器和反应堆容器上盖更换完成                   |
| 2009 年 3 月  | 2号机组反应容器顶盖更换完成                                 |
| 2009 年 5 月  | 核电站累计发电8000亿千瓦时（含试运行）                      |
| 2016 年 7 月  | 核电站累计发电9000亿千瓦时（含试运行）                      |
| 2018 年 9 月  | 2号机组蒸汽发生器更换完成                                   |
| 2021年6月     | 仙台核电站累计发电4000亿度（含试运行）                      |

## 所在地
日本九州鹿兒島縣薩摩川內市久見崎町字片平山1765番地3。

## 發電設備
| 機號                  | 核反應堆型式       | 開始運轉日                 | 輸出功率 | 燃料、裝載量     | 所屬電力公司 | 所在地                      |
| --------------------- | ------------------ | -------------------------- | -------- | ---------------- | ------------ | --------------------------- |
| 川內-1號機            | 压水反应堆 （PWR） | 1984年（昭和59年）7月4日   | 890MW    | 二氧化铀、72公噸 | 九州電力公司 | 薩摩川內市久見崎町          |
| 川內-2號機            | 壓水反應堆         | 1985年（昭和60年）11月28日 | 890MW    | 二氧化铀、72公噸 | 九州電力公司 | 薩摩川內市久見崎町          |
| 川內-3號機 （計劃中） | APWR               | 預定2019年度（平成31年度） | 1590MW   | 低濃縮铀         | 九州電力公司 | 薩摩川內市久見崎町 及寄田町 |

## 外部連結
- 九州電力 （页面存档备份，存于） （日語）
- 九州電力－川內核電廠 （页面存档备份，存于） （日語）